# Neritos coccineata
Neritos coccineata är en fjärilsart som beskrevs av Rothschild 1935. Neritos coccineata ingår i släktet Neritos och familjen björnspinnare. Inga underarter finns listade i Catalogue of Life.